# Escena de rock de Mendoza
El rock de Mendoza, también conocido como mendorock, rock mendocino o rock menduco, es una denominación musical muy amplia, aplicada a cualquier variedad de rock and roll, blues rock, jazz rock, pop rock, punk rock, new wave, garage rock, ska punk, rock psicodélico, hard rock y heavy metal, entre otros estilos musicales, surgidos de la provincia de Mendoza, Argentina.
Los principales representantes del rock de Mendoza son: Enanitos Verdes y su líder Marciano Cantero (primera banda de Mendoza en obtener el Premio Grammy), Karamelo Santo y su líder Goy Ogalde, y Alcohol Etílico y su líder Dimi Bass. Otras bandas importantes son Chancho Va, Los Alfajores de la Pampa Seca, Béla Lugosi o Lo Esencial. gauchito club y facundo jara como los nuevos refetentes modernos en composición y shows

## Historia

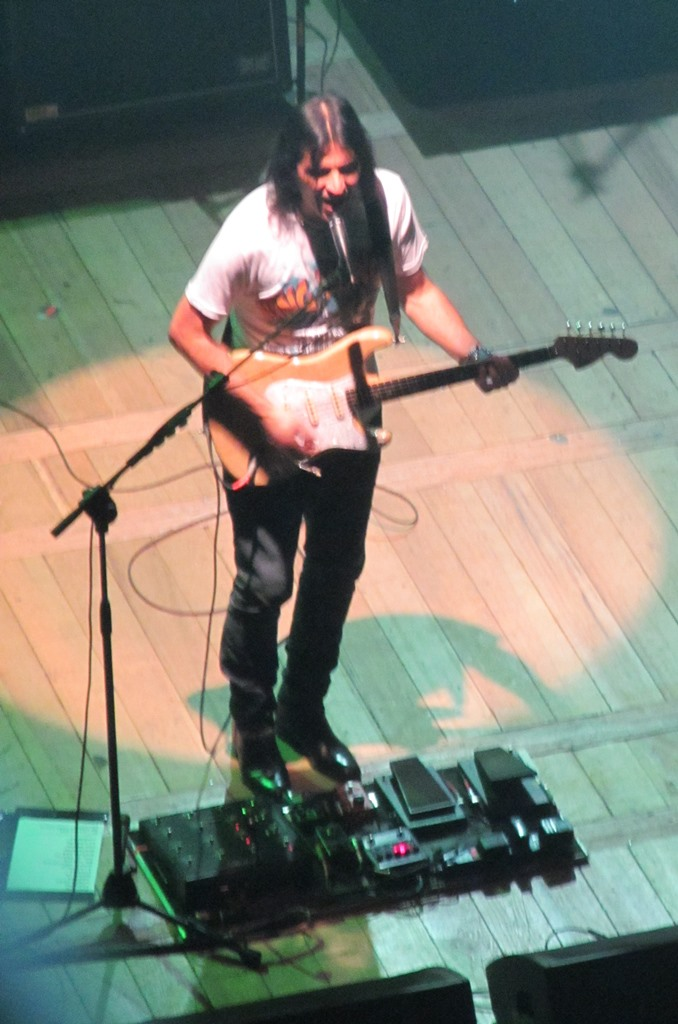
Felipe Staiti en concierto (2012). Fue incluido en el puesto n.º 62 de Los cien mejores guitarristas del rock argentino.

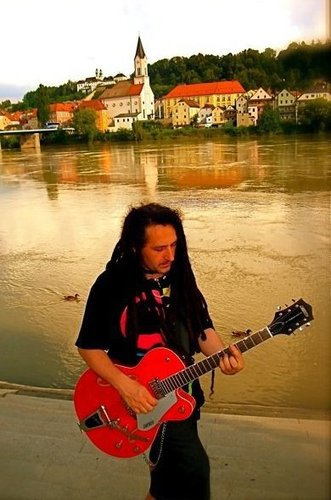
Goy Ogalde. Vocalista del grupo Karamelo Santo. Fue nombrado Embajador Cultural de Mendoza por decreto del gobernador Celso Jaque en el año 2008.

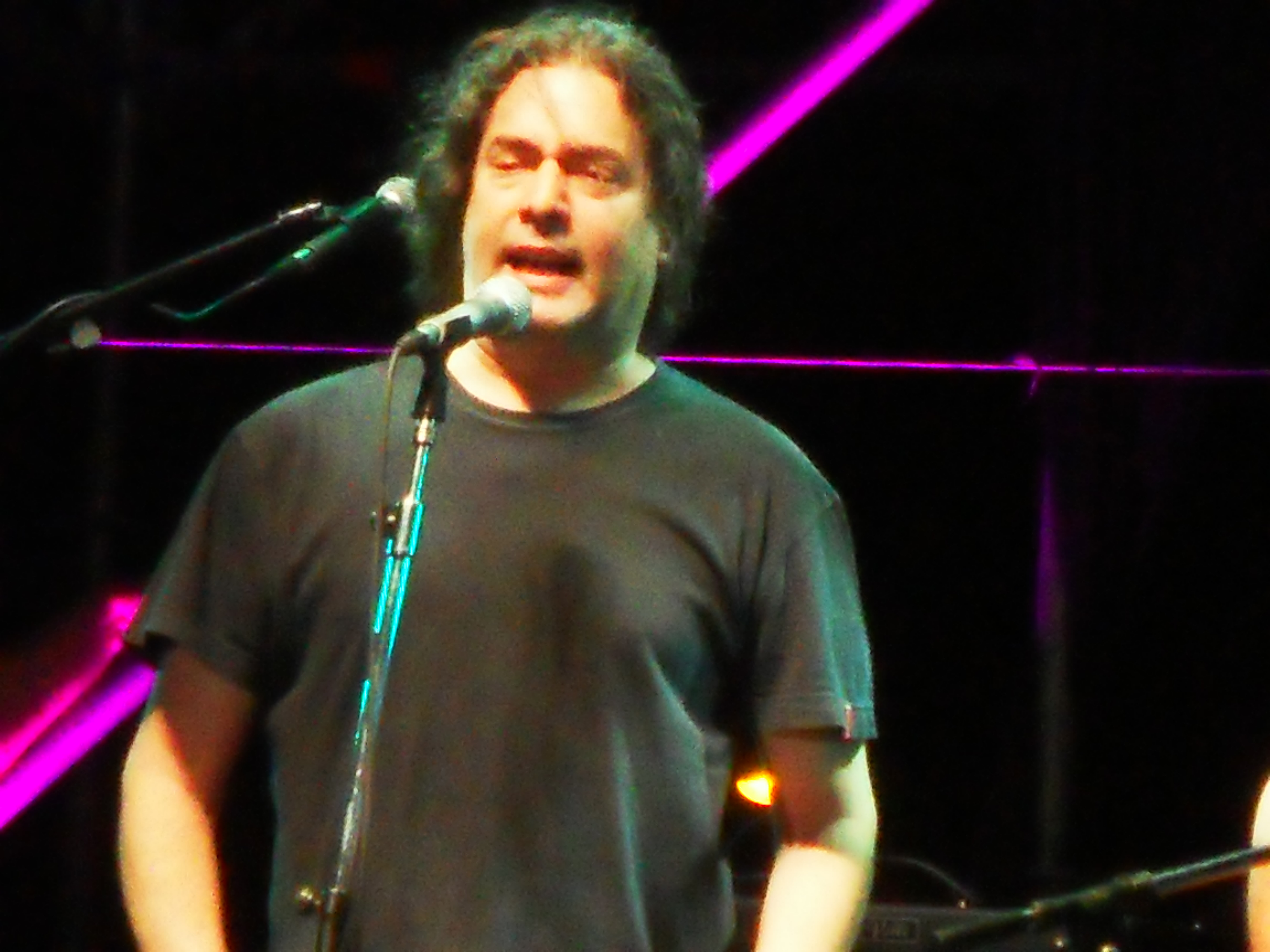
Fernando Barrientos participó en el filme Tango Feroz de 1993 en donde fue incluida su canción El amor es más fuerte para la banda sonora.

Al igual que en Buenos Aires; el 17 de febrero de 1957 se estrena el film Semilla de maldad (1955) protagonizada por Glenn Ford y Vic Morrow, Siendo todo un éxito la película y de la canción Rock Around the Clock de Bill Haley & His Comets, lo que desató una ola de frenesí por el nuevo movimiento musical en la dicha provincia. El nacimiento del rock en dicha provincia significó un manifiesto transgresor para la sociedad mendocina a fines de los años 1960. En Mendoza se inició una evolución constante que durante la década de 1970 donde se destacaron bandas como Altablanca (rock sinfónico), Dúo Tecobe, Natural Band Rock, Éxodo, Lágrimas Blues, entre otras.
En 1980, tras la Guerra de las Malvinas, se cristalizó en un movimiento de características estéticas bien definidas y reconocimiento internacional. Algunas de las que sobresalieron en la década de los ochenta fueron Los Enanitos Verdes, Alcohol Etílico, Odara, Agua Loca, Raivan Pérez, Ski da-da, Los Berp, Oficina D, La Montaña, Martes 13, La Leche, Ananá Split y los punk de Kinder Videla Menguele,La Cruzada, en 1981 en el Valle de Uco, Tunuyán surgían como pioneros IGNICIÓN integrada por Marcelo Reginato en voz y guitarra, Gustavo Ganem en batería y Mariano Aveiro en bajo. En 1985 sigue como solista el cantautor Marcelo Reginato

## MendoRock
También existe un evento llamado MendoRock, un festival de música íntegramente dedicado a los artistas de rock de Mendoza y uno de los más importantes de la provincia como Fiesta Nacional de la Vendimia y el Festival Nacional de la Tonada. La primera edición de MendoRock fue en el año 2004 en el departamento de Rivadavia. Desde su edición en 2006 en el Teatro Gabriela Mistral, el festival se sostuvo hasta el año 2016, con algunos cambios de escenario y modalidad. Fue creado por Cristian Gambetta, quien tuvo que entregar los derechos de marca al Gobierno de Mendoza luego de la edición 2008. Gambetta, de todas maneras, organizó el festival hasta 2012, año en que la gestión gubernamental y de cultura de aquel momento, lo desplazaron definitivamente del MendoRock. En ese momento, el festival entró en una pendiente de la cual no se pudo recuperar y finalmente terminó perdiéndose. En el año 2022, el MendoRock volvió al Teatro Gabriela Mistral y recuperó su esplendor e historia, organizado por el Ministerio de Cultura y Turismo de la Provincia de Mendoza junto a la Municipalidad de la Ciudad de Mendoza. Se convocó nuevamente a Cristian Gambetta, quien junto a su Equipo de Producción, dieron vida al MendoRock una vez más. Cabe destacar el apoyo de la Dirección de Producción Cultural y Vendimia dependiente del Ministerio de Cultura y Turismo, y de la Dirección de Cultura de la Municipalidad de la Ciudad de Mendoza.